# Royals de New Westminster (WHL)
Pour l'équipe de l'Association de hockey de la Côte du Pacifique, voir Royals de New Westminster.
Les Royals de New Westminster sont une équipe de hockey sur glace basée à New Westminster, en Colombie-Britannique, au Canada. Elle a évolué dans la Pacific Coast Hockey League de 1945 à 1952, puis dans la Western Hockey League de 1952 à 1959.

## Statistiques
Pour les significations des abréviations, voir statistiques du hockey sur glace.

### En PCHL
| No | Saison    | PJ | V  | D  | N  | BP  | BC  | Pts | Classement        | Séries éliminatoires | Entraîneur     |
| -- | --------- | -- | -- | -- | -- | --- | --- | --- | ----------------- | -------------------- | -------------- |
| 1  | 1945-1946 | 58 | 26 | 32 | 0  | 228 | 268 | 52  | 4e division Nord  | Non qualifiés        | Clarence Moher |
| 2  | 1946-1947 | 60 | 29 | 29 | 2  | 257 | 270 | 60  | 4e division Nord  | Éliminés au 1er tour |                |
| 3  | 1947-1948 | 66 | 27 | 38 | 1  | 293 | 322 | 55  | 4e division Nord  | Éliminés au 1er tour |                |
| 4  | 1948-1949 | 70 | 39 | 26 | 5  | 285 | 229 | 83  | 1er division Nord | Finalistes           | Alex Shibicky  |
| 5  | 1949-1950 | 71 | 36 | 19 | 16 | 291 | 233 | 88  | 1er division Nord | Vainqueurs           | Babe Pratt     |
| 6  | 1950-1951 | 70 | 38 | 24 | 8  | 267 | 205 | 84  | 2e division Nord  | Finalistes           | Babe Pratt     |
| 7  | 1951-1952 | 70 | 40 | 19 | 11 | 286 | 200 | 91  | 1er               | Éliminés au 1er tour | Jake Forbes    |

### EN WHL
| No | Saison    | PJ | V  | D  | N | BP  | BC  | Pts | Classement        | Séries éliminatoires | Entraîneur             |
| -- | --------- | -- | -- | -- | - | --- | --- | --- | ----------------- | -------------------- | ---------------------- |
| 8  | 1952-1953 | 70 | 29 | 33 | 8 | 217 | 254 | 66  | 6e                | Éliminés au 1er tour | Babe Pratt Max McNab   |
| 9  | 1953-1954 | 70 | 28 | 34 | 8 | 218 | 261 | 64  | 6e                | Éliminés au 1er tour | Alex Shibicky          |
| 10 | 1954-1955 | 70 | 29 | 32 | 9 | 249 | 299 | 67  | 5e                | Non qualifiés        | Max McNab Frank Dotten |
| 11 | 1955-1956 | 70 | 31 | 37 | 2 | 238 | 258 | 64  | 3e division Coast | Éliminés au 1er tour | Max McNab              |
| 12 | 1956-1957 | 70 | 34 | 31 | 5 | 215 | 235 | 73  | 2e division Coast | Finalistes           | Hal Laycoe             |
| 13 | 1957-1958 | 70 | 39 | 28 | 3 | 254 | 224 | 81  | 2e division Coast | Éliminés au 1er tour | Hal Laycoe             |
| 14 | 1958-1959 | 70 | 23 | 45 | 2 | 237 | 301 | 48  | 5e division Coast | Non qualifiés        | Hal Laycoe             |